# Stop metali

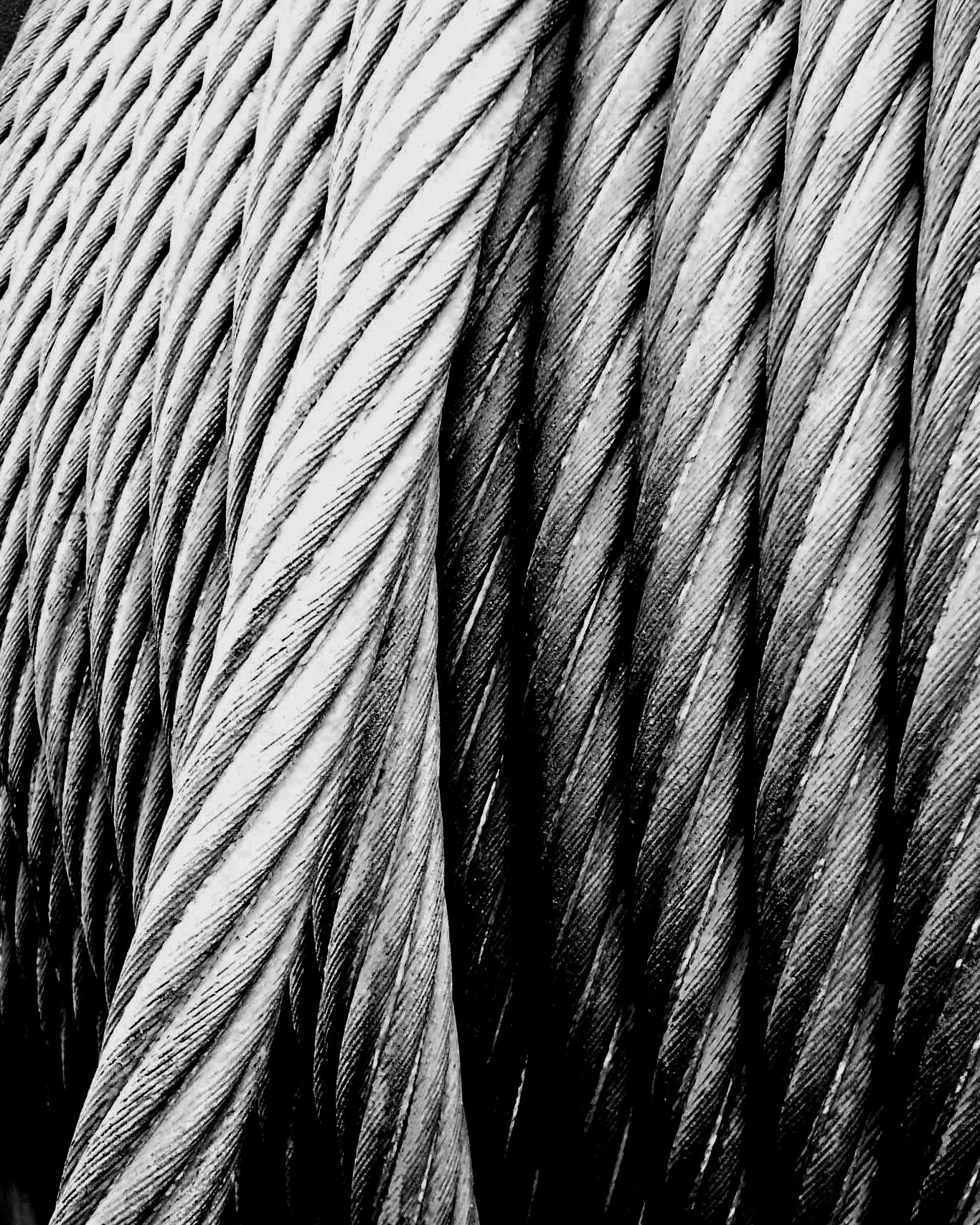
Lina stalowa.
Stal jest stopem żelaza z węglem, zawierającym 0,02–2,11% mas. C, poddanym obróbce plastycznej (zob. stop Fe–Fe_{3}C)

Stop metali (dawniej także: aliaż) – tworzywo o właściwościach metalicznych, w którego strukturze, metal jest osnową, a poza nim występuje co najmniej jeden dodatkowy składnik, zwany dodatkiem stopowym. Dodatki są wprowadzane w celu poprawienia wytrzymałościowych właściwości materiału. Zwykle obniżają plastyczność, przewodnictwo elektryczne i przewodnictwo cieplne.
Stopy otrzymuje się najczęściej przez stapianie składników w stanie ciekłym i odlewanie, po którym – w czasie chłodzenia i dodatkowych zabiegów obróbki cieplnej – powstaje struktura decydująca o właściwościach. Są stosowane również inne techniki wytwarzania stopów, tj. spiekanie, elektroliza lub nasycanie dyfuzyjne w stanie stałym (obróbka powierzchni wyrobów, np. azotowanie, nawęglanie, kaloryzowanie i inne).

## Podział stopów ze względu na główny składnik
| - stopy aluminium - aeral - duraluminium - hydronalium - magnal - silumin - stopy magnezu - stopy miedzi - brąz - cunifer - fosfobrąz - miedzionikiel - miedź stopowa - mosiądz - spiż - tombak | - stopy niklu - alni - cekasy - chromonikiel - chromonikielina - hipernik - inwar - konstantan - manganin - melchior - miedzionikiel - monel - nikielina - nitinol - nowe srebro (alpaka, argentan) - stop K-42-B | - stopy ołowiu - stopy rtęci - amalgamat - stopy żelaza z węglem - stal - staliwo - żeliwo - inne stopy - inmet - wironit (kobaltowo-chromowy) |

## Podział stopów ze względu na zastosowanie
| - stopy czcionkowe - stop Devardy - stop drukarski - stop lutowniczy - stopy łożyskowe | - stopy niskotopliwe - galinstan - pewter - stop Lichtenberga - stop Newtona - stop Rosego - stop Wooda (Lipowitza) | - stopy odlewnicze |

| Nazwa                          | Skład                                                            | Zastosowanie                   |
| ------------------------------ | ---------------------------------------------------------------- | ------------------------------ |
| Brąz cynowy                    | 75–78% Cu; 25–22% Sn                                             | odlewy dzwonów                 |
| Brąz aluminiowy                | 80–98% Cu; 20–2% Al                                              | monety                         |
| Duraluminium                   | 5–5,5% Cu; 0,2–1% Si; 0,2–1,1% Mn; 0,2–1,6% Mg; reszta-Al        | części samochodowe, samolotowe |
| Alniko                         | 8–12% Al, 15–26% Ni, 5–24% Co, do 6% Cu, do 1% Ti, reszta Fe     | magnesy trwałe                 |
| Elektron                       | do 10% Al; do 3,5% Zn; 1,5–2% Mn; reszta-Mg                      | części samolotowe              |
| Konstantan                     | 60% Cu; 40% Ni                                                   | Oporniki elektryczne           |
| Lut cynowy                     | 17–90% Sn; 0,25–6% Sb; reszta-Pb                                 | lutowanie                      |
| Mosiądz twardy                 | 50–80% Cu; reszta-Zn                                             | okucia, osprzęt                |
| Nowe srebro (alpaka, argentan) | 45–70% Cu; 8–28% Ni; 8–45% Zn                                    | wyroby artystyczne             |
| Stal szybkotnąca               | 0,6–0,7% C; 0,2–3% Mn; 0,1–0,3% Si; 12–26% W; 4–5% Cr; reszta-Fe | narzędzia skrawające           |
| Stal węglowa                   | 0,5–1,6% C; 0,15–0,25% Si; 0,1–0,3% Mn; reszta-Fe                | narzędzia                      |
| Stop drukarski                 | 50–80% Pb; 12–26% Sb; do 22% Sn                                  | czcionki, odlewy drukarskie    |
| Stop ferromagnetyczny          | 24–30% Ni; 9–13% Al; 5–10% Co; reszta-Fe                         | magnesy trwałe                 |